# أغ باش
أغ‌ باش هي قرية في مقاطعة خوي، إيران. يقدر عدد سكانها بـ 434 نسمة بحسب إحصاء 2016.